# Hr.Ms. Hadda (1880)
De Hr.Ms. Hadda was een Nederlandse rivierkanonneerboot van de Thorklasse. Het schip werd gebouwd door de scheepswerf Koninklijke Fabriek van Stoom en andere werktuigen in Amsterdam. Bij de Nederlandse marine heeft ook het schip Hr.Ms. Hadda (1955) de naam Hadda in zich gehad.

## De Hadda voor de Tweede Wereldoorlog
In 1904 is bij een revisie het 28 cm kanon verwijderd en werd het schip omgebouwd tot logementschip. Net als veel andere schepen van de Thorklasse was de Hadda, op dat moment al meer dan zestig jaar oud, nog in de vaart bij het uitbreken van de Tweede Wereldoorlog.

## De Hadda tijdens de Tweede Wereldoorlog
Het schip deed vanaf de mobilisatie in 1939 als logementschip dienst in Hoek van Holland. In de meidagen van 1940 wist het schip niet uit te wijken naar het Verenigd Koninkrijk en viel het, op 14 mei 1940, in Duitse handen. Vanwege de leeftijd van het schip werd het verschroot.